# Buddingtonite
La buddingtonite, ainsi nommée en l'honneur du pétrologue américain Arthur Francis Buddington (en), est un silicate d'ammonium de formule chimique NH4AlSi3O8 (anhydre,) ou NH4AlSi3O8 ∙ 0,5 H2O (hydraté). Ce minéral de la famille des tectosilicates (sous-famille des feldspaths) cristallise dans le système monoclinique. Sa structure est analogue à celle de la sanidine de haute température KAlSi3O8. Ses cristaux sont incolores à blancs, avec un éclat vitreux. La buddingtonite a une dureté de 5,5 et une densité de 2,32.
La buddingtonite se forme dans les zones hydrothermales par altération de feldspaths primaires. C'est un indicateur d'une possible présence d'or et argent car ces éléments peuvent être concentrés par les processus hydrothermaux.
La buddingtonite a été découverte en 1964 dans la mine de Sulfur Bank près de Clear Lake (Comté de Lake, Californie), à l'extrémité nord de la zone géothermique The Geysers. On en trouve aussi aux environs de Tonopah (Nevada) et dans des zones hydrothermales de Nouvelle-Zélande et du Japon. La présence de buddingtonite a également été signalée dans la formation sédimentaire Phosphoria dans l'Idaho, le Dakota du Sud, le Wyoming et le Montana, ainsi que dans les schistes bitumineux proches de Proserpine (Queensland, Australie).